# Стивен, Роберт
Ро́берт Сти́вен (англ. Robert Stephen, род. 27 июля 1984 года в Глазго, Шотландия) — шотландский профессиональный игрок в снукер. Стал профессионалом в 2006 году благодаря тому, что занял первое место в Шотландском рейтинге. Дебютный сезон в качестве профессионала Стивен провёл не лучшим образом, выиграв всего два матча, и выбыл из мэйн-тура. В сезоне 2008/09 он вернулся в тур и достиг 1/32 финала чемпионата Бахрейна и Шанхай Мастерс.